# Fuzhou-Universität

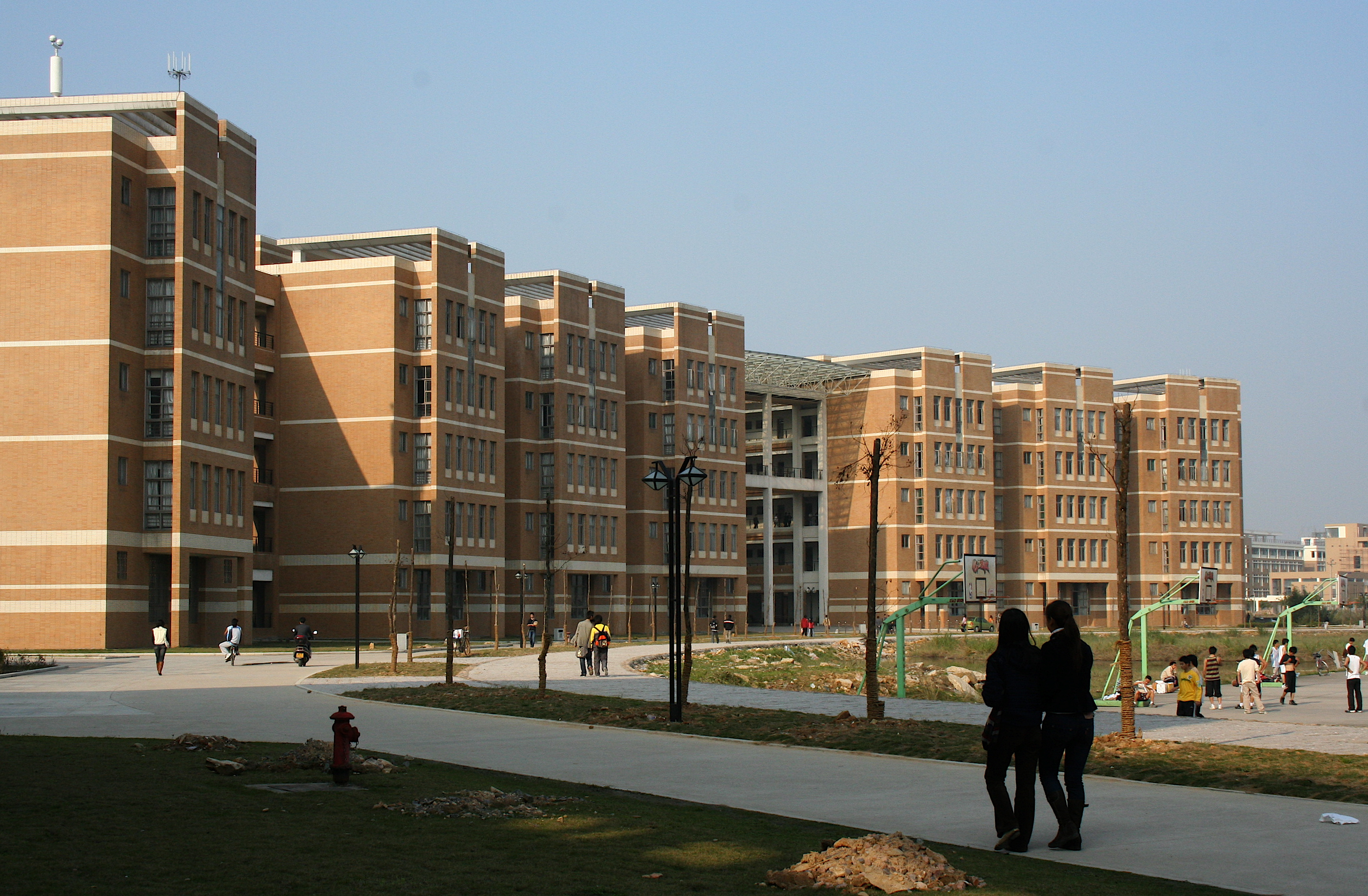
Gebäude der Universität Fuzhou

Die Fuzhou-Universität (福州大学; Pinyin: Fúzhōu Dàxué) ist eine staatliche Universität in der chinesischen Stadt Fuzhou, der Provinzhauptstadt von Fujian.

## Geschichte
Die Fuzhou-Universität wurde im Jahr 1958 gegründet und hat heute (2006) etwa 25.000 Studierende. Die Bibliothek der Universität hat einen Bestand von einer Million Bänden und 5000 Periodika.
Die Fuzhou-Universität war im Jahr 1995 eine der ersten chinesischen Universitäten, die einen Internetzugang hatten und im Jahr 2005 die erste Universität in der Provinz Fujian, die Deutsch als Hauptfach einrichtet hat.